# 島村麻里
島村 麻里（しまむら まり、1956年10月30日 - 2008年8月24日）は、日本のフリーライター。本名は杉山麻里。

## 経歴・人物
東京で生まれる。少女時代に大阪へ移り、育った。妹は漫画家の羽衣える。
上智大学外国語学部を卒業した。精密機器メーカーを経て、日本短波放送（現在の日経ラジオ社、愛称はラジオNIKKEI）に入社した。バラエテイ番組、個人投資家向け情報番組等の立ち上げに貢献した。
女性と社会や文化のかかわりをテーマに新聞、雑誌などで執筆活動を行っていた。鬱病を10年以上患って、その体験を闘病記として発表した。
2008年8月24日、くも膜下出血により死去した。51歳没。一人暮らしの自宅で倒れているのを死後数日してライター仲間に発見された。

## 著書
- 新OL図鑑 人気企業101社。9A.M.～5P.M.本音の就職情報 島村衣里共著 徳間書店 1986/8/1
- ファンシーの研究 「かわいい」がヒト、モノ、カネを支配する ネスコ 1991/3/1
- おいしいOLしてみない? 「もっといいカイシャ」を見つける本 主婦と生活社 1991/3/19 のち おいしいOLしてみない (角川文庫 し 15-2) 文庫 – 1995/5/1
- 地下鉄トイレにはパンストという名のヘビがいる モノから見る女たちの仮面の下 芸文社 1992/7/1 のち OLモノ: バッグの中の持ち物検査 (角川文庫 し 15-1) 文庫 – 1994/11/1
- バービー、あなたはどこへ行くの? マガジンハウス 1993/3/1
- 言うたらなんやけど 読売新聞社 1993/7/1
- 本日のへなへなくん 角川書店 1996/12/1 のち 本日のへなへなくん (角川文庫 し 15-3) 文庫 1999/5/1
- 地球の笑い方 ダイヤモンド社 1997/4/1 のち 地球の笑い方 (講談社文庫 し 65-1) 文庫 2001/10/1
- 地球の笑い方 ふたたび ダイヤモンド社 1999/3/1 のち 地球の笑い方 ふたたび (講談社文庫 し 65-2) 文庫 2004/3/1
- 妄想天国: 女たちのはまりの極意編 (GEIBUN MOOKS 193) ムック 芸文社 1998/3/1
- 二十歳の法律ガイド 新訂増補版 木村晋介、中野麻美共著 有斐閣 1998
- 女のモノごころ あなたのおうちのふい討ち検査 角川文庫オリジナル 2000/1/1
- アジアン・リゾートに快楽中毒 安くてウマイ、あやしくてクセになる 講談社 2001/4/1
- うつ歴十年、色恋妄想 講談社 2004/4/1
- 女はみんなミーハーです。 河出書房新社 2005/6/15
- 海外旅行のハローワーク 旅行好きのためのお仕事ガイド 光文社知恵の森文庫 2005/11/8
- ロマンチックウイルス ときめき感染症の女たち 集英社新書 2007/3/16